# Schottis på Valhall
Schottis på Valhall, sång på svenska med text och musik av Ulf Peder Olrog. Sången hänvisas ofta till som "Opp och hoppa Tor" efter refrängens inledning. Erik Frank, Åke Grönberg och Calle Jularbo spelade in sången på skiva, och gav ut den 1945.
Sången handlar om karaktärer inom nordisk mytologi, beskrivna humoristiskt där det festas och dansas schottis på Valhall. Texten utnyttjar den för fornnordiska versmått typiska allitterationen:
"Höder han hade hiskelig hicka.
Balder den bota med suparna stora."
Så löd originalversionen. I den tryckta versionen byttes "suparna stora" ut mot "ingefärsdricka".
Sången är vanlig som allsång. Alf Prøysen har skrivit en norsk textversion. Han gjorde även en insjungning med Willy Andresens orkester år 1961 (Philips P 353182 PF).
Vikingarockbandet Ultima Thule gav ut en version av sången på albumet För fäderneslandet från 1992.

### Fotnoter
1. ↑  ”Svensk mediedatabas”. http://smdb.kb.se/catalog/id/000104470. Läst 22 mars 2011.